# 西林别墅与瞰青别墅
西林别墅与瞰青别墅，同时为厦门郑成功纪念馆，是位于中华人民共和国福建省厦门市鼓浪屿的民国时期建筑，由越南华侨黄仲训建造于1910—30年代，1962年辟为纪念郑成功的博物馆，2006年5月被列入全国重点文物保护单位鼓浪屿近代建筑群的子项目之一。

## 历史
西林别墅和瞰青别墅均为越南华侨黄仲训所建。黄仲训祖籍南安，籍贯厦门禾山，其父黄文华在越南经营着庞大的地产生意。黄仲训在清末曾考中秀才，光绪二十七年（1901年）在其父去世后赴西贡接手父亲的生意，并取得法国国籍。民国2年（1913年），黄仲训赴鼓浪屿经营房地产生意，民国7年（1918年），黄仲训在日光岩下为自己建造了鼓浪屿上的一幢别墅——瞰青别墅。瞰青别墅建成之后，黄仲训又在别墅的东侧建造厚芳兰馆以纪念其父的创业事迹。瞰青别墅建成后，黄仲训在他的别墅所倚靠的日光岩上大量题词刻字，他的题字引起了当时居民和后世学者的不满，黄仲训甚至一度因题写的“郑延平水操台遗址”的字样而陷入“侵占公地”的后世纠纷，郭沫若在游览此地后评价“天然林壑好，深憾题名多”。
民国16年（1927年），黄仲训在瞰青别墅的西北侧另辟一地，建造了一座规模更为宏大的住宅——西林别墅，为建造此别墅，黄仲训特地赴菲律宾寻求设计图纸，并雇佣上海的施工队建造此别墅，最终历经5年左右，于民国21年（1932年）建成。抗日战争爆发后，厦门笼罩在被日军攻占的阴影之下，大量难民涌入鼓浪屿公共租界，西林别墅成为难民收容所之一。鼓浪屿遭日军侵占后，西林别墅被日军辟作“鼠疫医院”。
日本投降后，国民政府收复鼓浪屿，西林别墅被国军的伤兵营征用。民国38年（1949年）初蒋介石自中华民国总统之位下野后，原使用此地的闽南师管区官员迁出，一位来自蒋老家奉化的李姓官员以“励志社”之名花费一万美元将西林别墅修缮一新，厦门的政界和报界纷纷猜测蒋介石要来此卜居，但1949年上半年蒋介石并未来厦门。中华人民共和国成立之初，西林别墅改为“海疆学术资料馆”和托兒所。1962年，西林别墅被改建为厦门郑成功纪念馆，瞰青别墅则成为纪念馆的资料室。

## 建筑
西林别墅坐北朝南，砖混结构，建筑面积1360平方米，地上三层，局部为四层（有地下室），西式建筑风格。建筑的外立面部分以花岗岩砌作，其余用白灰勾缝清水红砖，前面有半圆形的短外廊和门厅柱廊，后面的第二和第三层配有窄的外廊，正面的中间配有宽的走廊，廊柱为爱奥尼克和科林斯混合艺术柱式。第一层正门连接过厅，过厅有通向二楼的楼梯，两侧有卧室、储藏间、卫生间等，正厅两侧有左右耳房，通过门外的走廊连接。第二、第三层均由三间敞厅组成。门窗和百叶窗亦为西式风格，屋顶飞檐翘角。
瞰青别墅坐东南朝西北，平面呈曲尺的“L”字形，正立面向外突出呈八边形的阳台前庭，建筑面积459平方米，西式与东南亚混合式建筑风格，倚靠日光岩，其上有50多幅摩崖石刻，其中有约三分之二为黄仲训所题写。建筑旁有用以藏书、展示黄仲训之父在越南创业历史的厚芳兰馆，别墅旁还有黄仲训和亲属建造的“嵌石亭”“远而亭”“宛在亭”等石亭建筑。瞰青别墅现为郑成功纪念馆的资料室。
现作为郑成功纪念馆的西林别墅拥有1000平方米的展陈面积，除序言厅外设置“海上世家”“抗清与海上贸易”“收复台湾”“开发台湾”等4个展区，陈列展品99件，包括20件中华人民共和国国家一级、二级文物。